# Friedhof Manegg

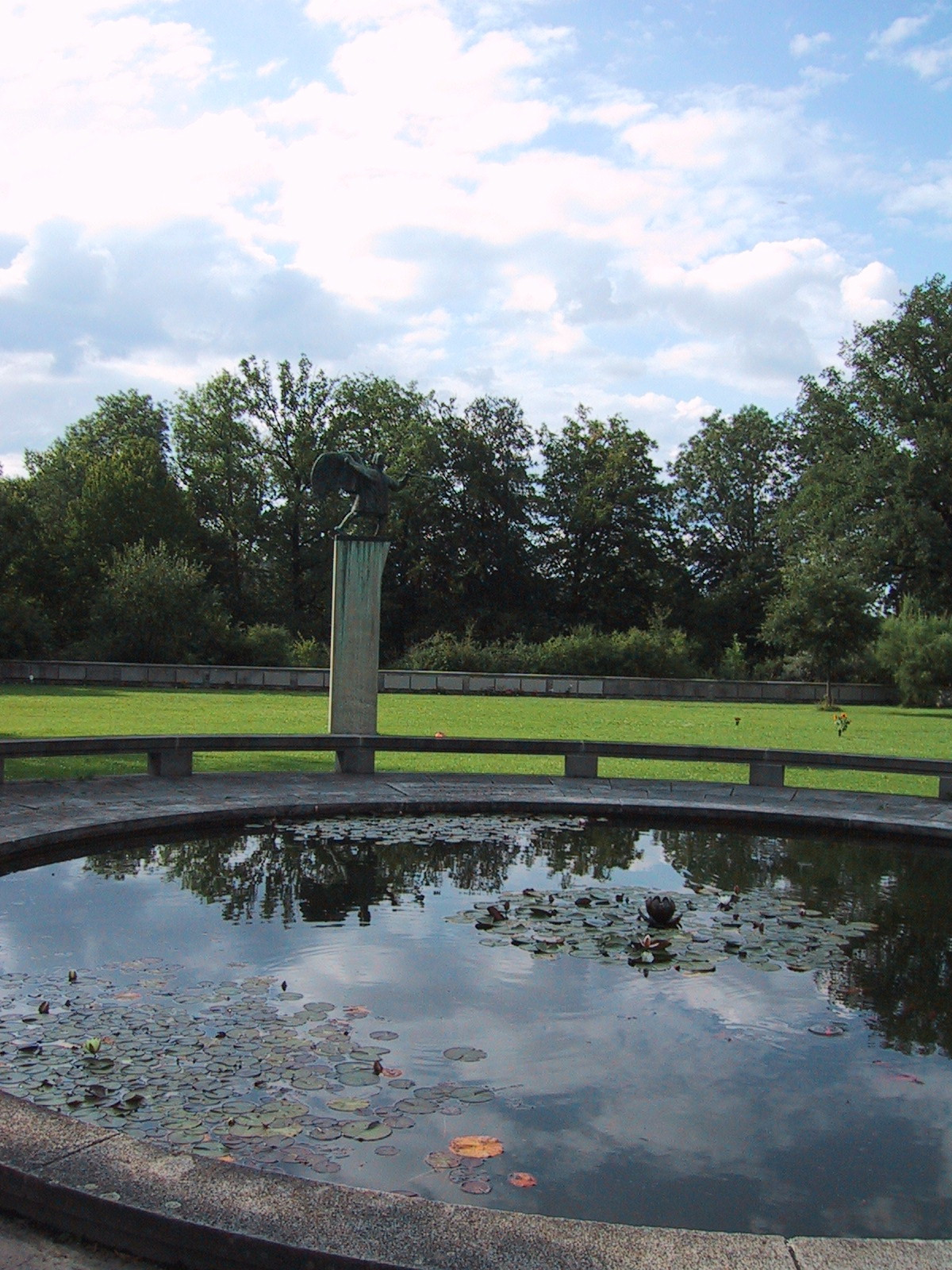
Gemeinschaftsgrab auf dem Friedhof Manegg

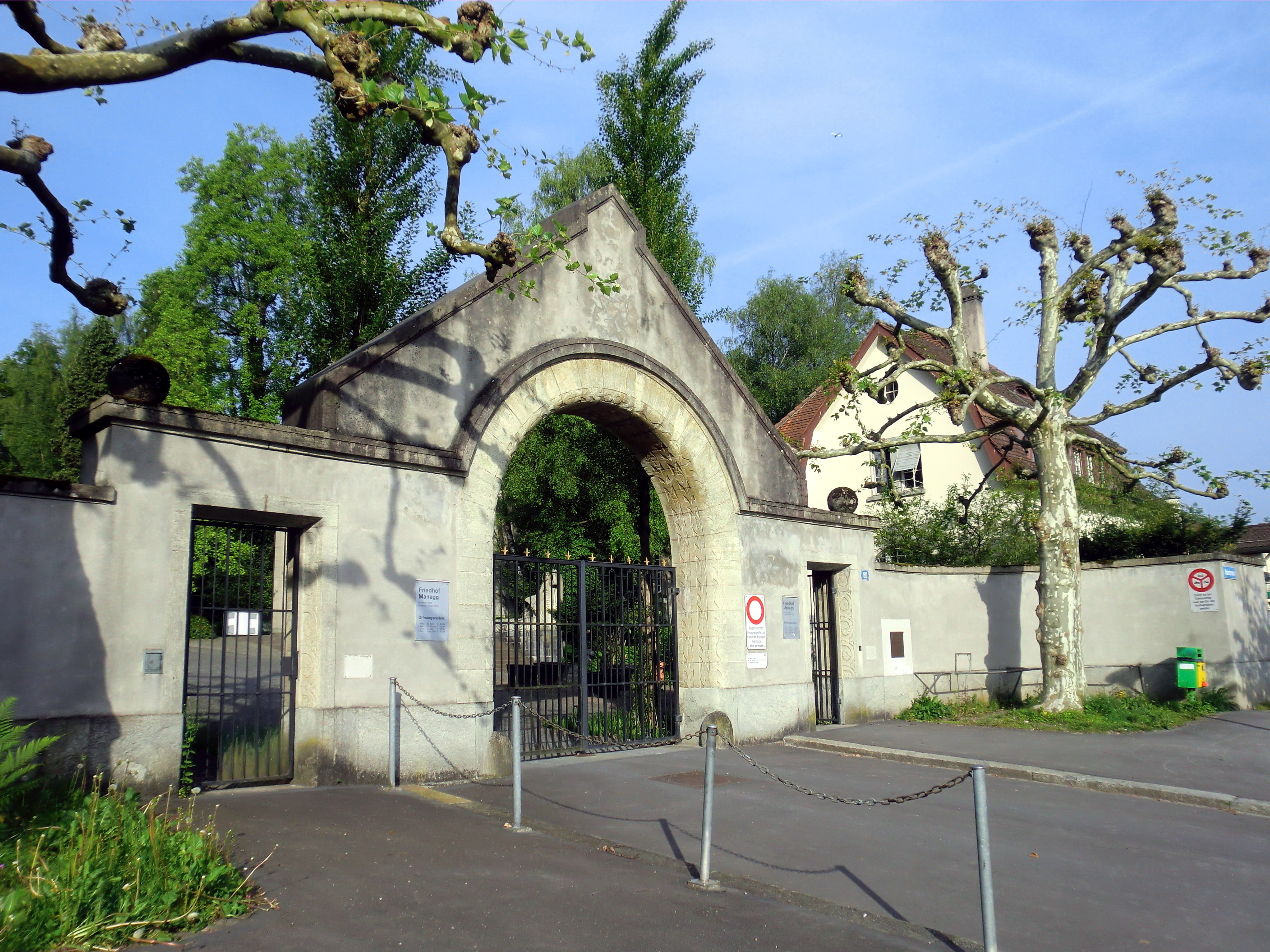
Hauptportal

Der Friedhof Manegg ist ein Friedhof in Zürich-Wollishofen. Er besteht seit 1897, ist 111'375 m² gross und dient als Begräbnisstätte für die Bewohner der Quartiere Wollishofen und Enge.

## Geschichte
Nachdem 1893 im Rahmen der ersten Eingemeindung Enge und Wollishofen zur Stadt Zürich gekommen waren und der Entscheid gegen einen zentralen Friedhof für die ganze Stadt Zürich gefallen war, wurde 1895 in der Letzi Wollishofen Land für den Bau eines Kreisfriedhofs erworben. Landschaftsarchitekt Gottlieb Friedrich Rothpletz entwarf den ältesten Teil des heutigen Friedhofs Manegg, der sich im Südosten der Anlage befindet. 1897 wurde der Friedhof in Betrieb genommen, 1909 wurde er um die rechteckige Figur im Osten erweitert, die mit Ellipse und angrenzenden Halbrundreihen zum Wahrzeichen des Friedhofs Manegg geworden ist. Von 1906 bis 1925 erfolgten drei vergebliche Vorstösse für den Bau einer Abdankungskapelle, da Abdankungen noch oft zu Hause stattfanden. So wurde die Abdankungskapelle erst 1930 errichtet. 1935–1938 erfolgte die dritte Erweiterung nach Plänen von Konrad Hippenmeier. 1963 wurde zum ersten Mal in der Stadt Zürich ein Gemeinschaftsgrab errichtet, es befindet sich in der nordwestlichen Ecke des Friedhofs. 1986 erfolgte die jüngste Erweiterung des Friedhofs im nordwestlichen Bereich. Im Jahr 2004 wurde die gesamte Friedhofsanlage einschliesslich Mauern, Einfriedung, Toren sowie 47 Gräbern unter Schutz gestellt.

## Areal und Bauten
Der Friedhof Manegg wird in einem östlichen Bogen von Wohnhäusern und in einem westlichen Bogen von der Autobahn A3 eingefasst. Die Verbindung zur Stadt stellt die 1898–1899 für den Friedhof erbaute Thujastrasse. Bei der Erweiterung von 1932 wurde eine zentrale Achse angelegt, die zum neu errichteten Portal an der Morgentalstrasse führt. Am anderen Ende dieser Achse befindet sich seit 1963 das grosse Gemeinschaftsgrab des Friedhofs. 1906 wurde an der Thujastrasse ein markantes Giebelportal errichtet. Rechts des Portals wurden 1906 die Hochbauten und 1930 die Abdankungskapelle erbaut, welche seit 1932 als wertvolles Kunstwerk ein Wandmosaik von Augusto Giacometti besitzt. Seitlich der Kapelle erhebt sich seit 1930 der Auferstehungsengel von Otto Kappeler. Der Engel hat seinen Fuss auf eine mit Tüchern verhängte leere Liege gestellt und weist mit dem rechten Arm auf die leere Liege, mit dem linken Arm zum Himmel. Das Gemeinschaftsgrab besitzt als künstlerisches Zentrum einen bronzenen Posaunenengel von Alfred Huber aus dem Jahr 1963.

## Glocke

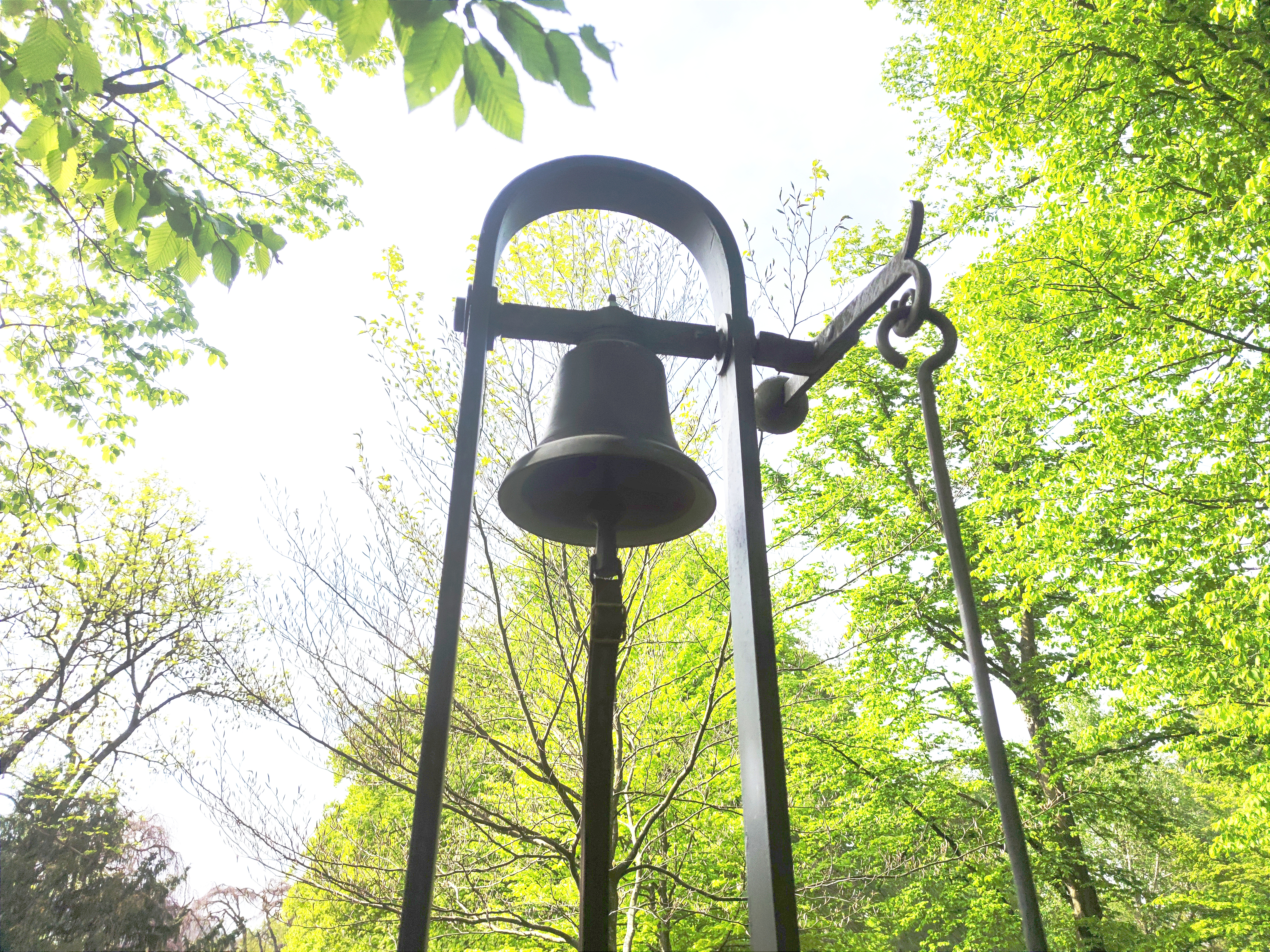
Glocke

Auf dem Friedhof gibt es eine kleine Glocke mit dem Ton f3. Sie hängt auf zwei Stützen und kann auf zwei Methoden läuten: Schwingen der Glocke oder Anschlägen mit der Klöppel.

## Besonderheiten
- 1960 wurde auf dem Friedhof Manegg das erste Gemeinschaftsgrab der Stadt eingerichtet.
- Historisch bedingt sind in Zürich Soldatengräber eine Rarität. Auf dem Friedhof Manegg befindet sich am oberen Ellipsenrand jedoch das Franzosengrab. Dieses war ursprünglich auf dem Friedhof Elisabethenstrasse beim Tramdepot Wiedikon und birgt die sterblichen Überreste der Franzosen, die während des Deutsch-Französischen Kriegs von 1870–1871 in der Schweizer Internierung verstorben sind.[3] Die Toten waren zunächst auch auf den aufgehobenen Friedhöfen Neumünster[4] und Milchbuck (Friedhof des Kantonsspitals)[5] beerdigt worden. An derselben Stelle befindet sich zudem ein Gedenkstein für französische Gefallene des Ersten Weltkriegs, darunter auch Freiwillige aus Zürich.

## Grabstätten bedeutender Persönlichkeiten
Der Friedhof Manegg ist die letzte Ruhestätte von:
- Erwin Heinz Ackerknecht, 1906–1988, Medizinhistoriker
- Urs Affolter, 1958–2016, Schauspieler und Hörspielsprecher
- Volkmar Andreae, 1879–1962, Dirigent und Komponist
- Maximilian Oskar Bircher-Benner, 1867–1939, Arzt, Erfinder des Birchermüesli
- Werner Büchi, 1916–1999, Karikaturist
- Walter Matthias Diggelmann, 1927–1979, Schriftsteller
- Albert Ehrismann, 1908–1998, Lyriker und Dramatiker
- Alfred Escher, 1819–1882, Staatsmann, Erbauer der Gotthardbahn
- Paul V. Esterházy de Galantha, 1909–1989, letzter Fürst Ungarns
- Friedrich Glauser, 1896–1938, Schriftsteller
- Kurt Gloor, 1942–1997, Filmregisseur
- Robert Haab, 1865–1939, Bundesrat
- Hannes Henny, 1909–1996, Theologe, Generalvikar von Zürich
- Otto Kapeller, 1884–1949, Bildhauer und Berufsschullehrer
- Clara Kern, 1906–1943, Schriftstellerin
- David Koetser, 1908–1992, Kunsthändler, Stiftungsgründer
- Hans Paul Künzi, 1924–2004, Mathematiker und Regierungsrat
- Emil Landolt, 1895–1995, Stadtpräsident von Zürich
- Karl Melzer, 1880–1955, Opernsänger (Tenor)
- Paul Meierhans, 1895–1976, Journalist und Politiker
- Wilfrid Moser, 1914–1997, Kunstmaler und Bildhauer
- Ernst Nobs, 1886–1957, Bundesrat
- Robert Oboussier, 1900–1957, Komponist, Grab 2001 aufgehoben
- Gottlieb-Friedrich Rothpletz, 1864–1932, Gartenbau Pionier
- Lee Ruckstuhl, 1921–1999, Schauspielerin
- Martin Schlappner, 1919–1998, Filmkritiker
- Willi Schuh, 1900–1986, Musikwissenschaftler und -redaktor
- Adolf Streuli, 1868–1933, Notar, Regierungsrat
- Othmar Schoeck, 1886–1957, Komponist
- Aglaja Veteranyi, 1962–2002, Schriftstellerin

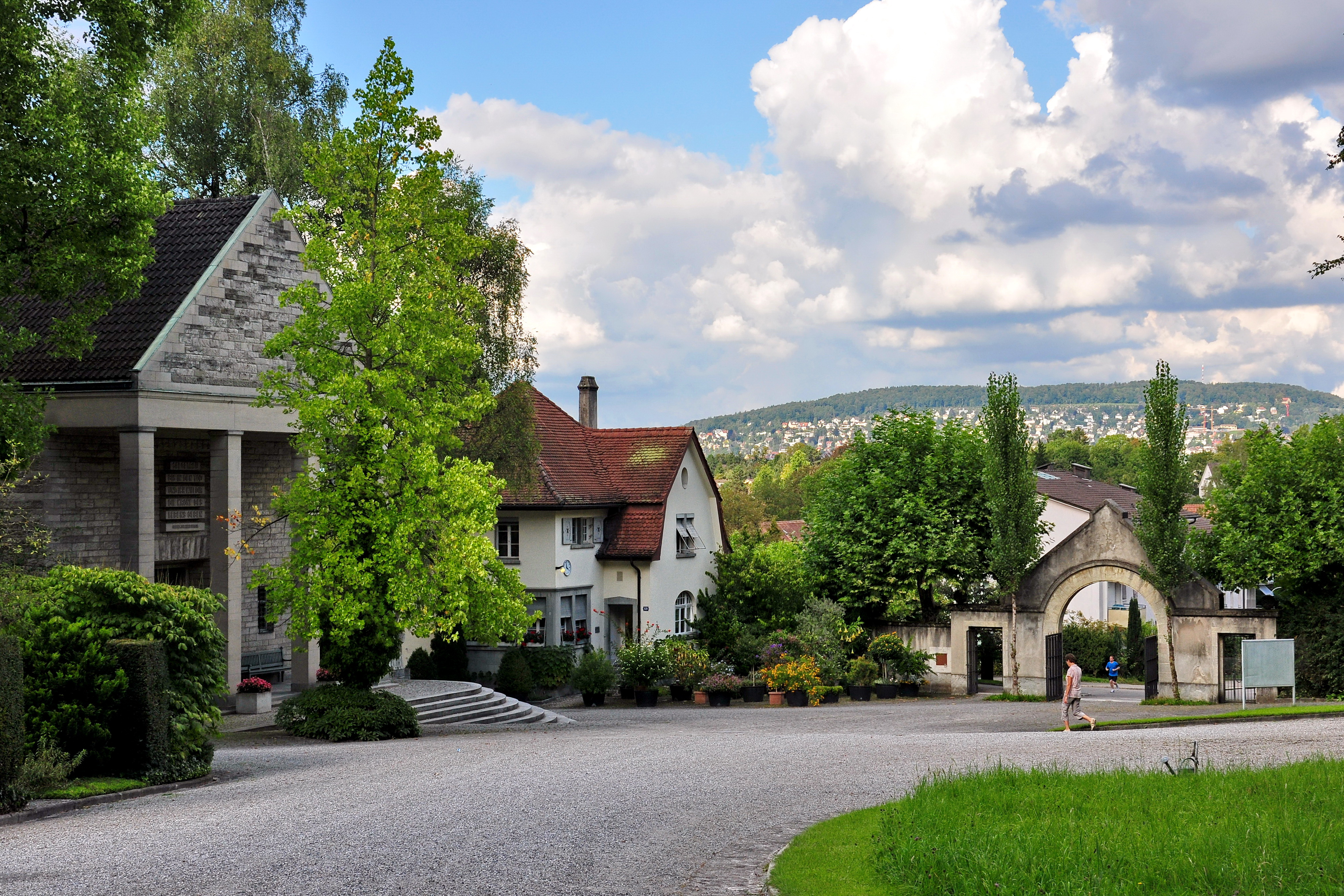
Eingangsbereich, links die Kapelle
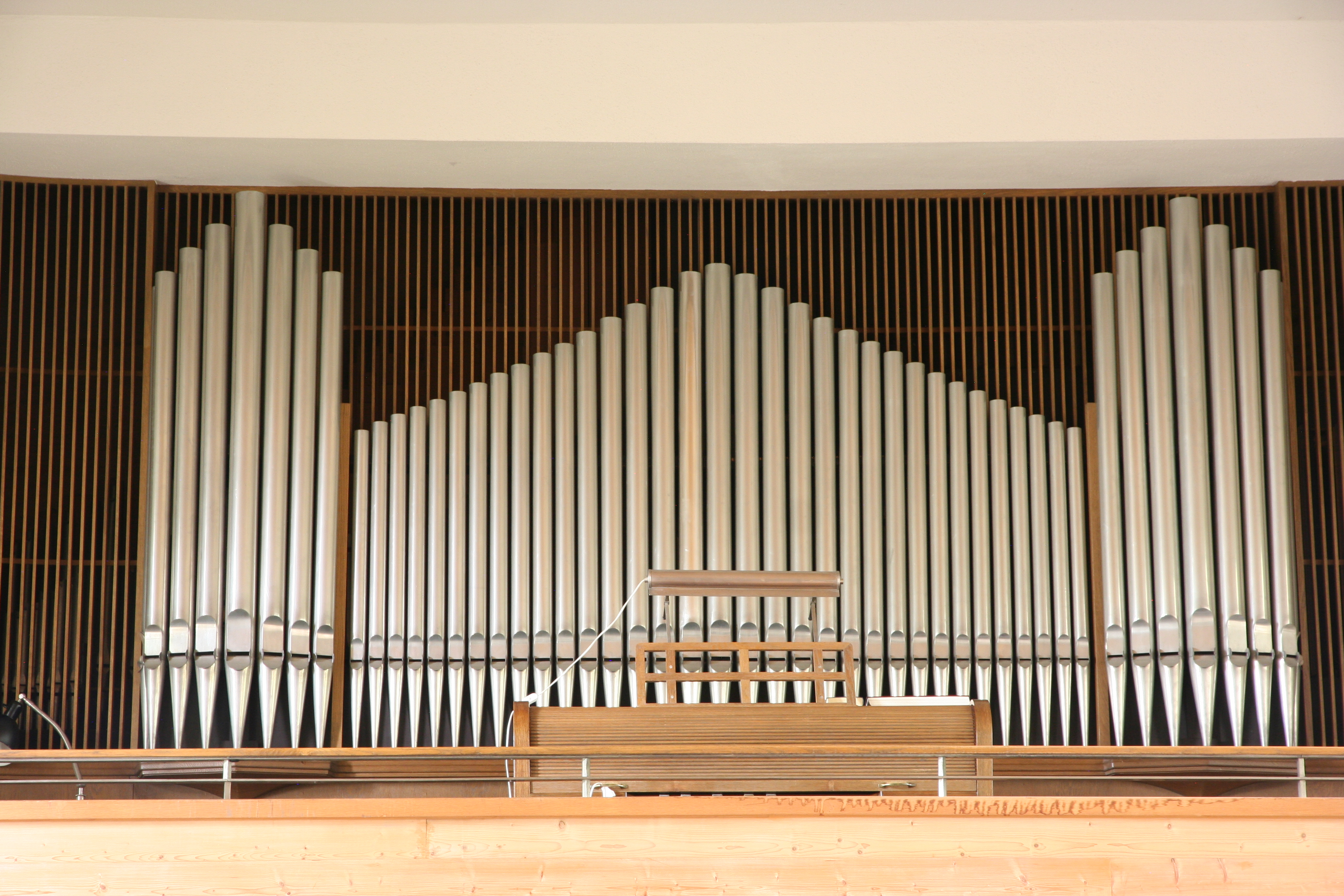
Orgel der Kapelle
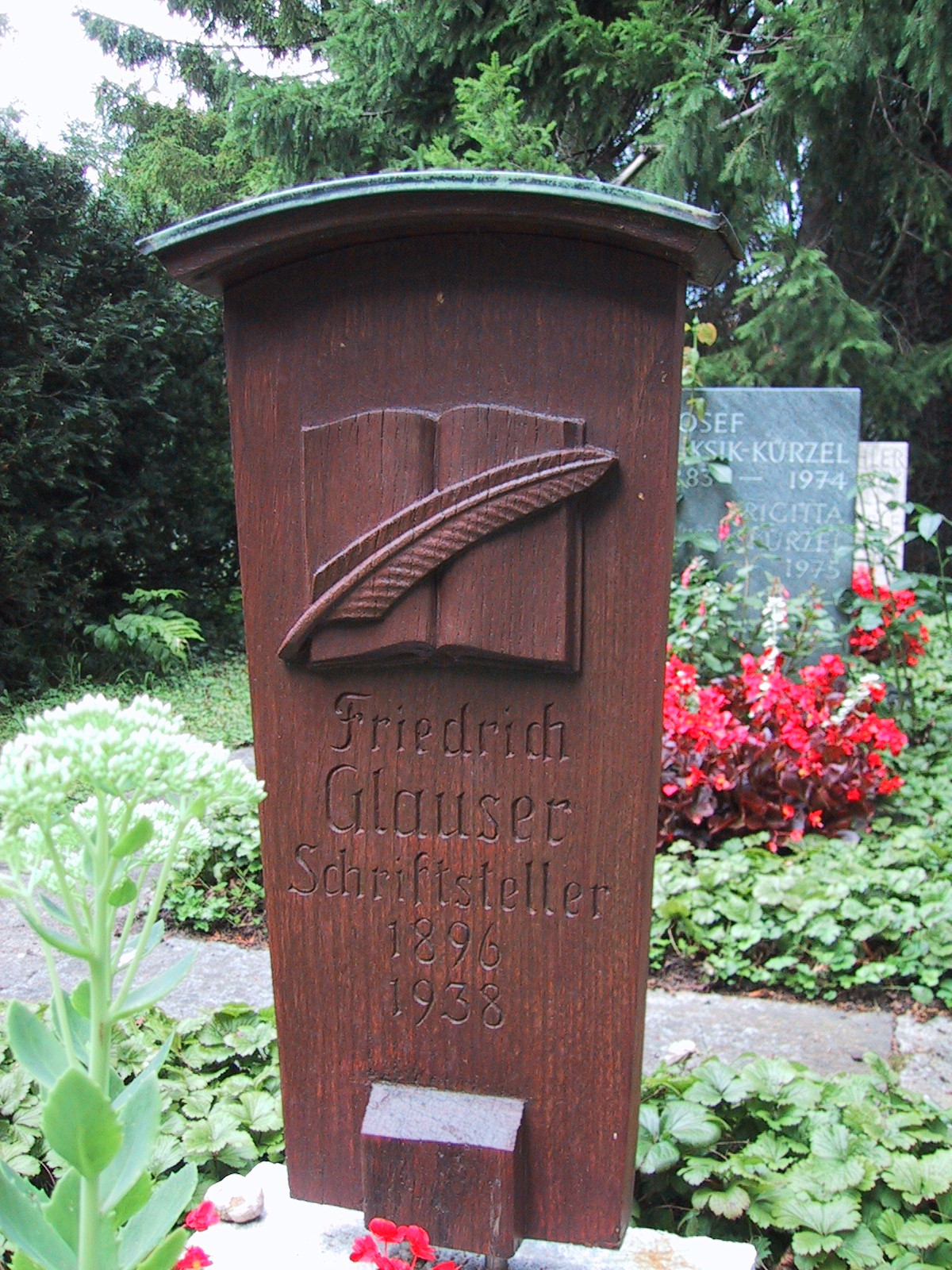
Grab Friedrich Glausers
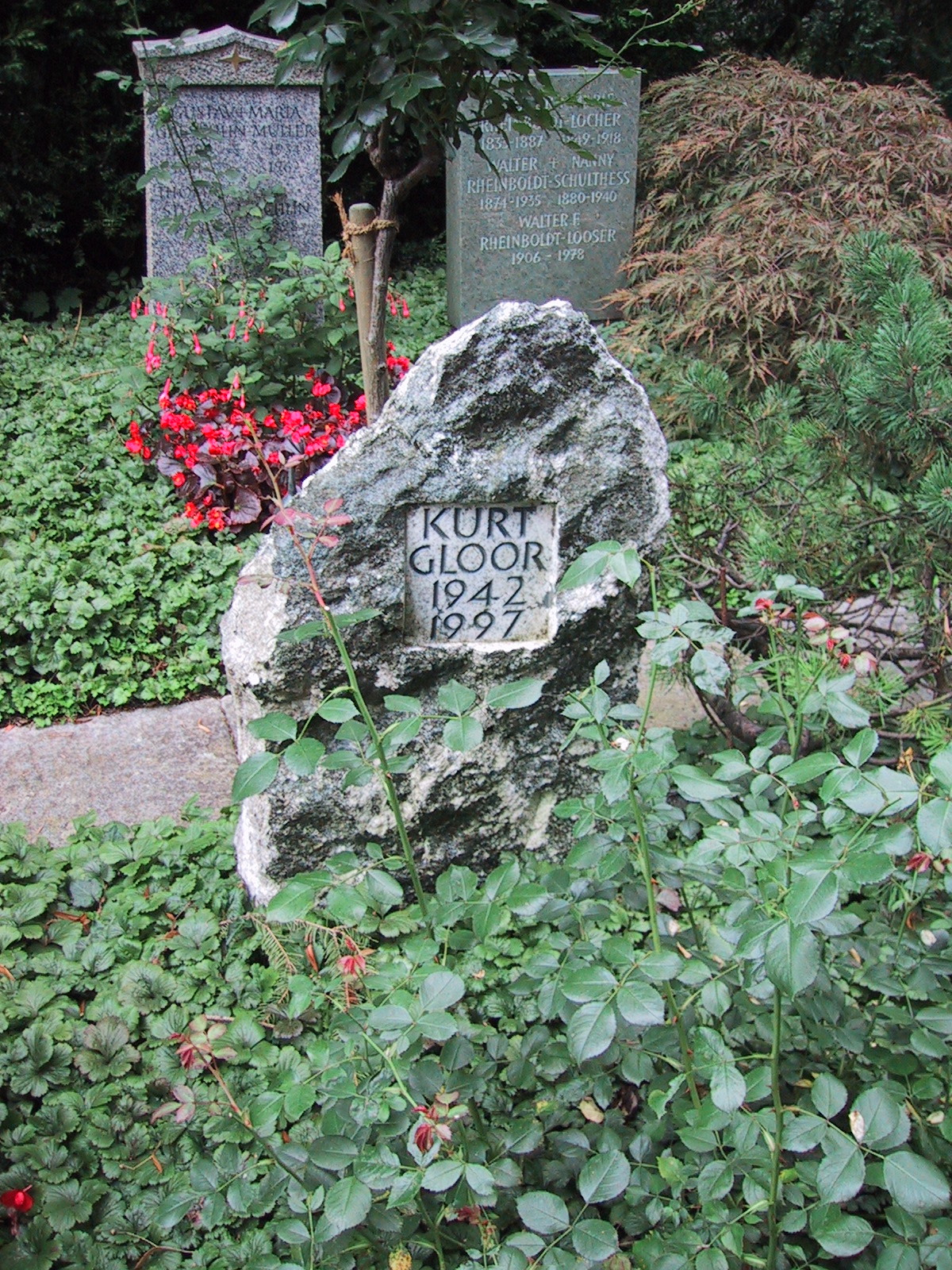
Grab Kurt Gloors
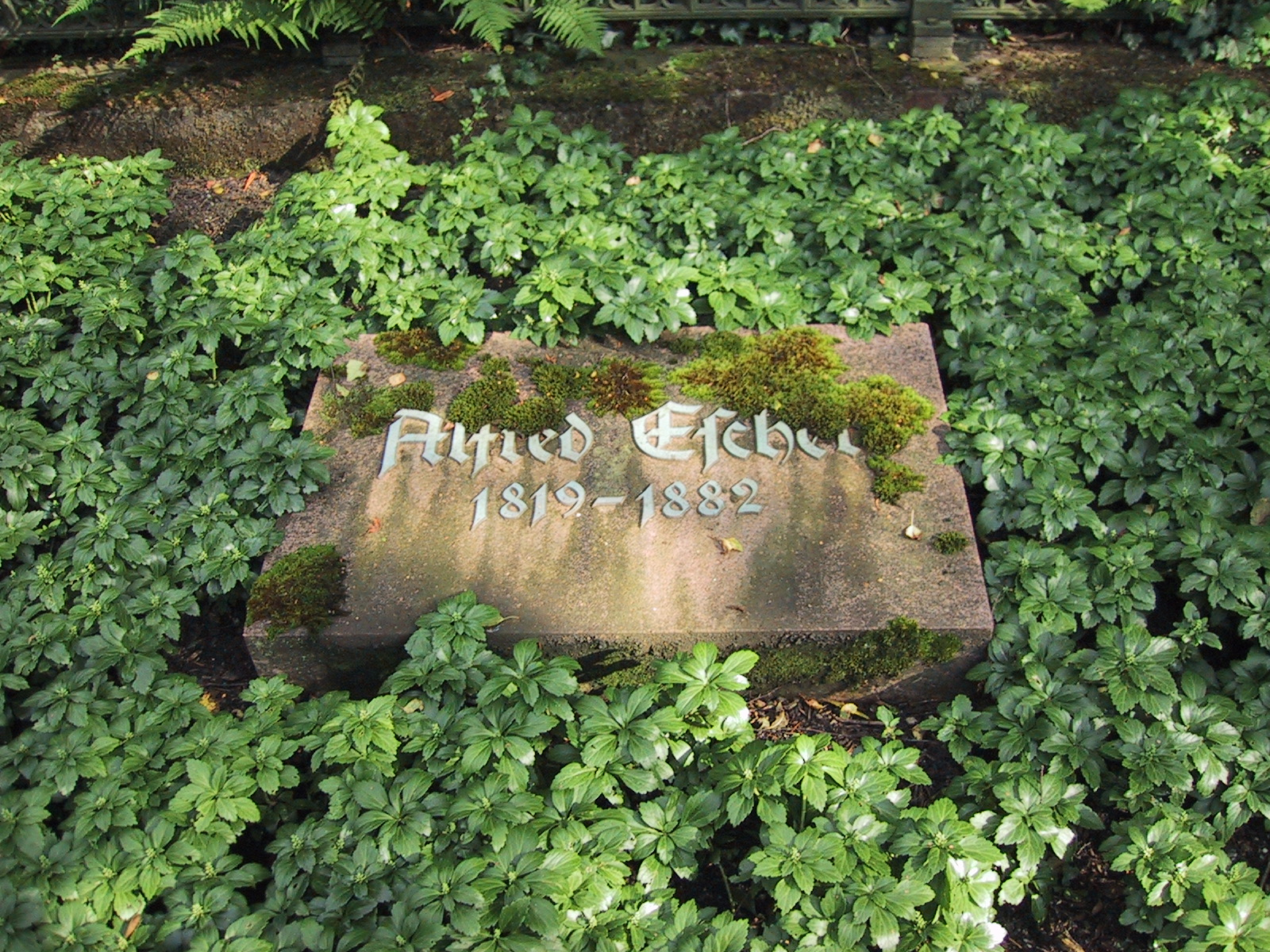
Grab Alfred Eschers